# FDGB-Pokal 1976/77

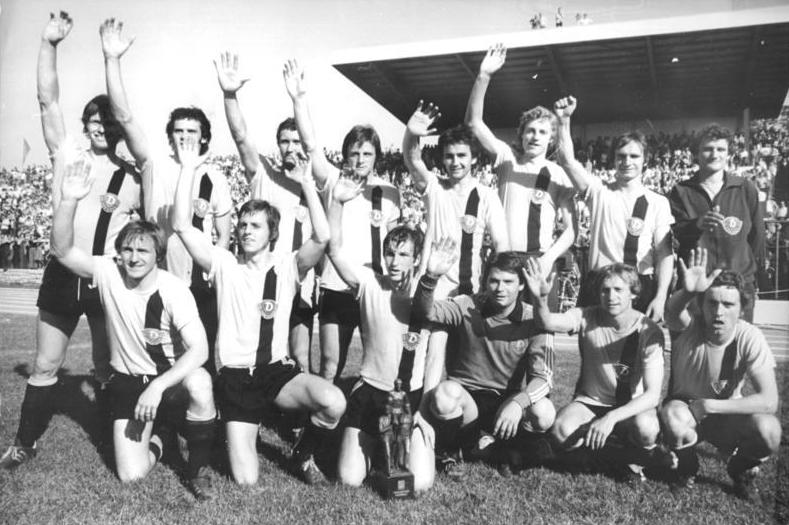
Pokalsieger 1977: SG Dynamo Dresden

Zum 26. Mal wurde in der Fußballsaison 1976/77 der FDGB-Fußballpokal ausgespielt.
Der Wettbewerb begann mit den 15 Bezirkspokalsiegern und 43 Mannschaften aus der zweitklassigen DDR-Liga aus der Saison 1975/76. Die DDR-Liga bestand in dieser Saison zwar aus 60 Mannschaften, doch waren die Reservemannschaften der DDR-Oberliga nicht mehr spielberechtigt, acht DDR-Ligisten hatten ein Freilos. Acht Bezirkspokalsieger überstanden die I. Hauptrunde und mussten sich in einer Zwischenrunde mit den Freilosmannschaften und weiteren 14 Mannschaften der DDR-Liga auseinandersetzen.
Vier Bezirkspokalsieger konnten sich für die II. Hauptrunde qualifizieren, in die die 14 Oberliga-Mannschaften eingriffen. Mit Vorwärts Stralsund II kam nur ein Bezirkspokalsieger in das Achtelfinale, mit dem FC Karl-Marx-Stadt und Wismut Aue schieden zwei Oberligavertreter bereits im ersten Anlauf aus.
Die Paarungen des Achtel-, Viertel- und Halbfinale wurden in Hin- und Rückspielen ausgetragen. Im Achtelfinale schied der letzte Bezirkspokalsieger Vorwärts Stralsund II ebenso aus wie der letztjährige Pokalfinalist Vorwärts Frankfurt/O., der vom einzig verbliebenen DDR-Ligisten Motor Suhl eliminiert wurde. Für die Suhler war im Viertelfinale Schluss, wo sie sich nach einem torreichen 4:4 im Hinspiel im Rückspiel beim Pokalverteidiger 1. FC Lokomotive Leipzig mit 0:3 aus dem Pokalwettbewerb verabschieden mussten. Die Leipziger kamen nach zwei Halbfinal-Siegen über Chemie Halle erneut in das Endspiel, wo sie auf den neuen Meister Dynamo Dresden trafen. Diese hatten ebenfalls mit zwei Siegen den FC Carl Zeiss Jena ausgeschaltet.

## I. Hauptrunde
Die Spiele fanden am 5. September 1976 statt.
|                                    | Ergebnis              |                                   |
| ---------------------------------- | --------------------- | --------------------------------- |
| BSG NARVA Berlin *                 | 0:3                   | BSG Stahl Hennigsdorf             |
| BSG Aktivist Brieske-Senftenberg * | 0:0 n. V. (3:5 i. E.) | SG Dynamo Fürstenwalde            |
| ASG Vorwärts Kamenz *              | 1:4                   | ASG Vorwärts Plauen               |
| ZSG Leinefelde *                   | 2:1                   | BSG Aktivist Kali Werra Tiefenort |
| BSG Aufbau Schwedt *               | 4:2                   | BSG Stahl Brandenburg             |
| BSG Wismut Gera II *               | 0:1                   | BSG Zentronik Sömmerda            |
| BSG Fortschritt Groitzsch *        | 2:6                   | BSG Chemie Böhlen                 |
| BSG Wismut/Rotation Crossen *      | 0:2                   | FSV Lokomotive Dresden            |
| BSG Chemie Piesteritz *            | 2:2 n. V. (3:4 i. E.) | TSG Gröditz                       |
| BSG Turbine Magdeburg *            | 1:1 n. V. (2:1 i. E.) | BSG Aktivist Espenhain            |
| TSG Neustrelitz *                  | 2:1 n. V.             | BSG Post Neubrandenburg           |
| BSG Stahl Oranienburg *            | 2:1                   | BSG Motor Eberswalde              |
| ASG Vorwärts Stralsund II *        | 5:4                   | BSG Schiffahrt/Hafen Rostock      |
| BSG Motor Schwerin *               | 2:2 n. V. (4:1 i. E.) | BSG Chemie Veritas Wittenberge    |
| BSG Lokomotive Meiningen *         | 3:0                   | BSG Motor Weimar                  |
| BSG Lokomotive Bergen              | 0:1                   | BSG KKW Greifswald                |
| BSG Einheit Pankow                 | 3:2                   | BSG Stahl Finow                   |
| BSG Chemie Premnitz                | 2:3                   | BSG Motor Babelsberg              |
| BSG Motor Bautzen                  | 3:1                   | BSG Stahl Blankenburg             |
| TSG Bau Rostock                    | 2:1                   | BSG Einheit Güstrow               |
| ASG Vorwärts Neubrandenburg        | 2:3                   | TSG Wismar                        |
| BSG Nord Torgelow                  | 0:3                   | BSG Stahl Eisenhüttenstadt        |
| BSG Einheit Wernigerode            | 0:1                   | BSG Chemie Zeitz                  |
| BSG Motor Hermsdorf                | 2:0                   | BSG Chemie Buna Schkopau          |
| BSG Einheit Grevesmühlen           | 1:6                   | SG Dynamo Schwerin                |
| BSG Lokomotive Stendal             | 4:1                   | BSG EAB Lichtenberg 47            |
| BSG Motor Nordhausen               | 3:2                   | BSG Motor Veilsdorf               |

Freilose: FC Energie Cottbus, ASG Vorwärts Dessau, SG Dynamo Eisleben, BSG Wismut Gera, BSG Chemie Leipzig, BSG Chemie Schwarza, BSG Aktivist Schwarze Pumpe, ASG Vorwärts Stralsund, BSG Motor Suhl, BSG Motor Werdau
Teilnahme verzichtet: BSG Motor Bautzen

## Zwischenrunde
Die Spiele fanden am 3. Oktober 1976 statt.
|                             | Ergebnis |                        |
| --------------------------- | -------- | ---------------------- |
| BSG Stahl Hennigsdorf       | 2:1      | FC Energie Cottbus     |
| BSG Turbine Magdeburg *     | 0:2      | ASG Vorwärts Dessau    |
| BSG Chemie Zeitz            | 2:1      | SG Dynamo Eisleben     |
| BSG Chemie Böhlen           | 1:2      | BSG Wismut Gera        |
| BSG Aktivist Schwarze Pumpe | 3:2      | BSG Chemie Leipzig     |
| TSG Neustrelitz *           | 2:1      | ASG Vorwärts Stralsund |
| ZSG Leinefelde *            | 1:4      | BSG Motor Suhl         |
| BSG Chemie Schwarza         | 0:5      | BSG Motor Werdau       |
| BSG Aufbau Schwedt *        | 3:2      | TSG Bau Rostock        |
| BSG Motor Schwerin *        | 0:1      | BSG Lokomotive Stendal |
| BSG Lokomotive Meiningen *  | 1:2      | BSG Motor Nordhausen   |
| BSG Stahl Eisenhüttenstadt  | 3:1      | FSV Lokomotive Dresden |
| BSG Zentronik Sömmerda      | 0:1      | ASG Vorwärts Plauen    |
| TSG Gröditz                 | 7:2      | BSG Motor Hermsdorf    |
| BSG Stahl Oranienburg *     | 5:3      | SG Dynamo Fürstenwalde |
| ASG Vorwärts Stralsund II * | 2:1      | BSG KKW Greifswald     |
| BSG Einheit Pankow Berlin   | 1:2      | BSG Motor Babelsberg   |
| TSG Wismar                  | 3:5      | SG Dynamo Schwerin     |

## II. Hauptrunde
Die Spiele fanden am 16. Oktober 1976 statt.
|                             | Ergebnis              |                             |
| --------------------------- | --------------------- | --------------------------- |
| BSG Motor Babelsberg        | 0:1                   | Hallescher FC Chemie        |
| BSG Stahl Hennigsdorf       | 1:6                   | FC Vorwärts Frankfurt/O.    |
| TSG Gröditz                 | 2:3                   | SG Dynamo Dresden           |
| BSG Stahl Eisenhüttenstadt  | 1:2                   | 1. FC Lokomotive Leipzig    |
| BSG Chemie Zeitz            | 2:6                   | 1. FC Magdeburg             |
| BSG Motor Suhl              | 1:0                   | FC Karl-Marx-Stadt          |
| BSG Motor Werdau            | 3:1                   | BSG Wismut Aue              |
| BSG Motor Nordhausen        | 1:6                   | FC Carl Zeiss Jena          |
| BSG Aktivist Schwarze Pumpe | 0:0 n. V. (3:4 i. E.) | BSG Sachsenring Zwickau     |
| TSG Neustrelitz *           | 0:3                   | Berliner FC Dynamo          |
| SG Dynamo Schwerin          | 1:5                   | FC Hansa Rostock            |
| BSG Aufbau Schwedt *        | 0:1                   | 1. FC Union Berlin          |
| ASG Vorwärts Plauen         | 1:2                   | FC Rot-Weiß Erfurt          |
| BSG Wismut Gera             | 0:3 n. V.             | BSG Stahl Riesa             |
| BSG Lokomotive Stendal      | 1:4                   | ASG Vorwärts Stralsund II * |
| BSG Stahl Oranienburg *     | 2:5                   | ASG Vorwärts Dessau         |

## Achtelfinale
Die Hinspiele fanden am 20. und die Rückspiele am 27. November 1976 statt.
|                             | Gesamt    |                            | Hinspiel | Rückspiel |
| --------------------------- | --------- | -------------------------- | -------- | --------- |
| 1. FC Lokomotive Leipzig    | 5:4       | BSG Sachsenring Zwickau    | 3:1      | 2:3 n. V. |
| SG Dynamo Dresden           | 5:4       | Berliner FC Dynamo         | 4:1      | 1:3       |
| FC Carl Zeiss Jena          | (a)2:2(a) | 1. FC Magdeburg            | 1:0      | 1:2       |
| BSG Motor Suhl              | (a)5:5(a) | FC Vorwärts Frankfurt/Oder | 2:2      | 3:3       |
| BSG Stahl Riesa             | 4:1       | 1. FC Union Berlin         | 4:0      | 0:1       |
| ASG Vorwärts Dessau         | 3:4       | FC Hansa Rostock           | 1:2      | 2:2       |
| Hallescher FC Chemie        | 8:6       | BSG Motor Werdau           | 5:3      | 3:3       |
| ASG Vorwärts Stralsund II * | 1:8       | FC Rot-Weiß Erfurt         | 1:4      | 0:4       |

## Viertelfinale
Die Hinspiele fanden am 15. und die Rückspiele am 22. Dezember 1976 statt.
|                      | Gesamt |                          | Hinspiel | Rückspiel |
| -------------------- | ------ | ------------------------ | -------- | --------- |
| Hallescher FC Chemie | 6:2    | FC Hansa Rostock         | 4:1      | 2:1       |
| BSG Motor Suhl       | 4:7    | 1. FC Lokomotive Leipzig | 4:4      | 0:3       |
| BSG Stahl Riesa      | 2:3    | FC Carl Zeiss Jena       | 1:0      | 1:3       |
| FC Rot-Weiß Erfurt   | 0:3    | SG Dynamo Dresden        | 0:2      | 0:1       |

## Halbfinale
Die Hinspiele fanden am 13. und die Rückspiele am 22. April 1977 statt.
|                      | Gesamt |                          | Hinspiel | Rückspiel |
| -------------------- | ------ | ------------------------ | -------- | --------- |
| Hallescher FC Chemie | 2:5    | 1. FC Lokomotive Leipzig | 1:3      | 1:2       |
| FC Carl Zeiss Jena   | 1:4    | SG Dynamo Dresden        | 0:2      | 1:2       |

## Finale

### Statistik
| Paarung                  | SG Dynamo Dresden – 1. FC Lokomotive Leipzig |
| Ergebnis                 | 3:2 (0:0) |
| Datum                    | 28. Mai 1977 |
| Stadion                  | Stadion der Weltjugend, Ost-Berlin |
| Zuschauer                | 55.000 |
| Schiedsrichter           | Klaus Scheurell (Wusterhausen) |
| Tore                     | 1:0 Sachse (46.) 1:1 Löwe (55.) 1:2 Sekora (63.) 2:2 Weber (85.) 3:2 Sachse (87.) |
| SG Dynamo Dresden        | Claus Boden – Hans-Jürgen Dörner – Gerd Weber, Udo Schmuck, Klaus Müller – Reinhard Häfner, Matthias Müller, Hartmut Schade – Dieter Riedel (73. Peter Kotte), Rainer Sachse, Gert Heidler Cheftrainer: Walter Fritzsch              |
| 1. FC Lokomotive Leipzig | Werner Friese – Roland Hammer – Gunter Sekora, Wilfried Gröbner, Joachim Fritsche – Wolfgang Altmann, Lutz Eichhorn, Andreas Roth – Wolfram Löwe, Henning Frenzel (73. Andreas Bornschein), Dieter Kühn Cheftrainer: Manfred Pfeifer |

### Spielverlauf
Das Spiel hatte mit Dynamo Dresden einen klaren Favoriten, die Mannschaft ging nicht nur als frischgebackener Meister, sondern auch mit acht aktuellen Nationalspielern in die Begegnung. Während die Dresdner, die  nach dem Finalsieg 1971 ihre letzten drei Pokalendspiele verloren hatten, das Doppel von Meisterschaft und Pokal anstrebten, ging es für die Leipziger, nur mit drei gegenwärtigen Nationalspielern antretend, aber auf den Altinternationalen Frenzel hoffend, um die Pokalverteidigung. Trotz der Vorschusslorbeeren für Dresden verlief die Partie völlig ausgeglichen, ein Sieger war lange nicht auszumachen. Die Dynamo-Mittelfeldreihe konnte zunächst keine entscheidenden Akzente setzen, Loks Stürmer zeigte sich zwar torgefährlich, konnten ihre Chancen jedoch nicht verwerten. Nach torloser erster Halbzeit schien Dynamo mit dem schnellen Führungstreffer durch Sachse nach der Pause ein Zeichen setzen zu wollen. Der Dresdner Mittelstürmer hatte in der 46. Minute einen vom Leipziger Eichhorn abgefälschten Ball mit einem Drehschuss im Tor unterbringen können. Obwohl danach Dresden mehrere Möglichkeiten zum 2:0 hatten, wurden durch den Rückstand bei den Leipzigern neue Kräfte freigesetzt, der 1. FC Lokomotive schlug postwendend mit Kontern zurück. Bereits nach 18 Minuten war es Rechtsaußen Löwe, der nach einem 30-m-Pass von Frenzel Dresdens Klaus Müller ausspielte und mit einem Scharfschuss den Ausgleich erzielte. Mitten in eine Dresdner Angriffsphase schoss acht Minuten später Rechtsverteidiger Sekora, der Häfner an der Mittellinie abschütteln konnte, zur 2:1-Führung für Leipzig ein. Danach schaltete Dynamo Dresden auf bedingungslosen Angriff um, selbst Libero Dörner schaltete sich in den Sturmlauf mit ein. Die Lok-Mannschaft wurde in die eigene Spielhälfte zurückgedrängt und kam nur noch dazu, ihr eigenes Tor zu verteidigen. Fast 20 Minuten berannten die Dresdner den gegnerischen Strafraum vergeblich, doch mit einem wahren Kraftakt gelang es Dynamo, doch noch das Ruder herumzureißen. Mit einem Doppelschlag innerhalb von zwei Minuten kurz vor Ultimo konnten Weber und Sachse den Leipzigern den sichergeglaubten Sieg noch entreißen. Weber köpfte in der 85. Minute einen von Häfner geschossenen Eckball ein, Sachse kam in 87. Minute mit einem Fernschuss zum Erfolg.